# Dysmathia portia
Espèce
Dysmathia portia est un insecte lépidoptère appartenant à la famille  des Riodinidae et au genre Dysmathia.

## Dénomination
Dysmathia portia a été décrit par Henry Walter Bates en 1868.

## Écologie et distribution
Dysmathia portia est présent Guyane, en Guyana et à Trinité-et-Tobago.

### Protection
Pas de statut de protection particulier.